# Ligota Wołczyńska
Ligota Wołczyńska (deutsch: Konstadt-Ellguth, auch Ellguth-Constadt) ist ein Ort der Stadt- und Landgemeinde Wołczyn im Powiat Kluczborski der Woiwodschaft Opole in Polen.
Nördlich von Ligota Wołczyńska liegt die Kolonie Ligota Mała (Kolonie Sophienthal).

## Geographie
Ligota Wołczyńska liegt rund einen Kilometer westlich von Wołczyn (Konstadt), rund 15 Kilometer nordwestlich von Kluczbork (Kreuzburg) und 48 Kilometer nordöstlich von Opole (Oppeln).
Nachbarorte von Ligota Wołczyńska sind im Osten Wołczyn (Konstadt), im Südwesten Brynica (Brinitze) und im Westen Wierzbica Górna (Polnisch Würbitz).

## Geschichte
1406 wurde das Dorf erstmals als Elgot erwähnt.
1845 bestand das Dorf aus 69 Häusern. Im gleichen Jahr lebten in Konstadt-Ellguth 541 Menschen, davon 22 katholisch und drei jüdisch. 1861 lebten in Konstadt-Ellguth 506 Menschen. 1874 wurde der Amtsbezirk Konstadt-Ellguth gegründet. 1885 lebten im Dorf 467 Menschen.
1933 lebten in Konstadt-Ellguth 479, 1939 wiederum 397 Menschen. Bis 1945 gehörte das Dorf zum Landkreis Kreuzburg O.S.
Als Folge des Zweiten Weltkriegs fiel Konstadt-Ellguth 1945 wie der größte Teil Schlesiens unter polnische Verwaltung. Nachfolgend wurde der Ort in Ligota Wołczyńska umbenannt und der Woiwodschaft Schlesien angeschlossen. 1950 wurde es der Woiwodschaft Oppeln eingegliedert. 1999 kam der Ort zum neu gegründeten Powiat Kluczborski (Kreis Kreuzburg).